# Martín Calvo Encalada
Martín Calvo de Encalada y de Recabarren (Santiago, 7 de enero de 1756—Santiago, 2 de julio de 1828) fue un político chileno que participó como miembro del congreso en la independencia de Chile.
Hijo de Manuel Calvo de Encalada y de Chacón, segundo marqués de Villa Palma de Encalada, y de Margarita de Recabarren y Pardo de Figueroa. Sus sobrinos fueron el primer Presidente de Chile Manuel Blanco Encalada y el varias veces Ministro Ventura Blanco Encalada.
Fue integrante de la Primera Junta Gubernativa del Reino 1810 a 1811, también integró el Tribunal Superior de Gobierno y la Sala de Gobierno y Policía.
Formó parte como diputado por Curicó en 1811 del Gobierno del Primer Congreso Nacional de 1811. En septiembre de ese año fue presidente de la Autoridad Ejecutiva Provisoria.
Después del desastre de Rancagua no quiso emigrar hacia Argentina, quedándose en Chile y siendo encarcelado en la isla de Juan Fernández. Liberado de su cautiverio por su hermano José, fiel a la Corona, siguió en Santiago de Chile colaborando con la causa emancipadora, integrándose en 1818 al Senado Conservador como senador suplente, ocupando el cargo hasta 1822.
Integró el Consejo de Estado de 1823 en calidad de Consejero.